# Pseudonitocris nigricollis
Pseudonitocris nigricollis är en skalbaggsart som beskrevs av Stefan von Breuning 1961. Pseudonitocris nigricollis ingår i släktet Pseudonitocris och familjen långhorningar. Inga underarter finns listade i Catalogue of Life.